# الناحية المركزية (مقاطعة أرسنجان)
الناحية المركزية لمقاطعة أرسنجان (بالفارسية: بخش مرکزی شهرستان ارسنجان) هي ناحية (بخش) في مقاطعة أرسنجان التابعة لمحافظة فارس في إيران. بلغ عدد سكانها في تعداد عام 2006، 40916 نسمة، يتألفون من 9800 أسرة. الناحية بها مدينة واحدة: أرسنجان. تضم الناحية ثلاث مناطق ريفية: قسم علي آباد مالك الريفي وقسم خوبريز الريفية وقسم شوراب الريفي.